# چارنوستوف
چارنوستوف (به لاتین: Czarnostów) یک روستا در لهستان است که در منطقه اداری گمینا کارنگوو، شهرستان ماکوف، استان ماسوویان در شرق مرکزی لهستان واقع است.